# ميخائيل بيري (منافس ألعاب قوى أمريكي)
ميخائيل بيري (بالإنجليزية: Michael Berry)‏ هو منافس ألعاب قوى أمريكي، ولد في 10 ديسمبر 1991 في سياتل في الولايات المتحدة.

## وصلات خارجية
- ميخائيل بيري على موقع الاتحاد الدولي لألعاب القوى (الإنجليزية)
- ميخائيل بيري على موقع الاتحاد الأمريكي لسباقات المضمار والميدان (الإنجليزية)
- ميخائيل بيري على موقع الدوري الماسي (الإنجليزية)